# Kanakapura, Gangawati
Kanakapura là một làng thuộc tehsil Gangawati, huyện Koppal, bang Karnataka, Ấn Độ.